# Místopředseda
Místopředseda je zástupce předsedy. Jedná se o vyšší vedoucí postavení v hierarchii dané instituci, po předsedovi – např. v organizaci, společnosti atd. Místopředseda může být jeden, případně jich může být i několik. V takovém případě mohou být místopředsedové přímo pověřeni vedením a řízením, tedy zodpovědností, nad konkrétní oblastí. Místopředseda kupř. může být: vlády, představenstva, správní rady, dozorčí rady, senátu, spolku, komise, politické strany atp. Viceprezident je rovněž ve svém překladu označení místopředsedy.